# Anari
Pour plus de détails, voir Fiche technique et Distribution.
Anari est un film indien réalisé par K. Muralimohana Rao, sorti en 26 mars 1993.
Le film met notamment en vedette Karisma Kapoor, Venkatesh et Suresh Oberoi.

## Synopsis
L'histoire se déroule dans le monde des zamindars, propriétaires terriens de l'aristocratie, qui dictent la vie des villageois travaillant sur leurs terres. Trois frères zamindars apprenant par un saint homme que leur sœur apportera le déshonneur sur leur famille par son mariage, décident de la cacher aux yeux de tous. Cependant un benêt du village qui lui sert de garde du corps lui sauve la vie et elle en tombe amoureuse. Elle lui fait  alors attacher par ruse un collier autour du cou. Mais ce n'est pas un collier ordinaire; il s'agit d'une chaîne de mariage (mangalsutra), et selon les croyances, ils sont maintenant mariés. Les frères réagissent avec violence quand ils réalisent ce qui s'est passé...

## Distribution
- Karishma Kapoor
- Venkatsh
- Suresh Oberoi

## Musique
- Ke Bum Bum Akar
- Chhotisi Pyarisi
- Jaan Jaane Jaan Jaane
- Mausam Kya Hai Aaya
- Sa Phoolon Chehra Tera
- Pyar Mein Dil De Diya
- Rona Chahe Ro Na Paye

## Box office
- Le film fut un hit, classé 7e au box office indien et engrangeant 107 500 000 roupies indiennes[1].